# ایران دیس اینفو
پروژه ایران دیس اینفو (به انگلیسی: iran disinformation) پروژه ای بود که در اواخر سال ۲۰۱۸ زیر نظر مرکز ارتباطات جهانی وزارت امور خارجه آمریکا آغاز به کار کرد. آنطور که در اهداف این پروژه آمده بود، هدف آن آگاه‌سازی علیه نفوذ خبری جمهوری اسلامی ایران بود، این که این پروژه هر روزه به زبان‌های فارسی، انگلیسی، و عربی دروغ‌هایی که از سوی مقامات جمهوری اسلامی و رسانه‌های وابسته در رسانه‌های اجتماعی پخش می‌شوند را افشا کند. بیشترین فعالیت‌های این پروژه در شبکه اجتماعی توییتر بود.
در ماه مارس، به گفته سازمان دیده‌بان حقوق بشر و ایرانی تبارهای مقیم آمریکا، صفحات رسمی این پروژه و مدیران آن تلاش زیادی برای تخریب، تهمت زنی و توهین به فعالان حقوق بشر مخالفان جنگ و تحریم علیه ایران و بویژه خبرنگاران بی‌بی‌سی فارسی داشتند. از این رو در ماه مارس بدنبال اعتراض سازمان دیده‌بان حقوق بشر و ایرانی تبارهای مقیم آمریکا، وزارت خارجه آمریکا بودجه این پروژه را به علت فعالیت‌های خارج از چارچوب توافق شده، تعلیق کرد. بر اساس اعلام وزارت خارجه آمریکا، دلیل قطع این کمک مالی، فعالیت‌ها و توییت‌های این حساب علیه گروهی از روزنامه‌نگاران و فعالان حقوق بشر ایرانی بوده که مخالف تحریم بوده‌اند و این حساب توییتری طی هفته‌های گذشته به جای مقابله با تبلیغات اینترنتی حکومت ایران، وجه همت خود را روی انجام حملاتی علیه برخی از روزنامه نگاران و فعالان مدنی متمرکز کرده که با هدف اصلی از تأسیس این حساب توییری برای مقابله با فعالیت‌های تبلیغاتی جمهوری اسلامی ایران، منافات داشته است.
در سال ۲۰۱۹، نگار مرتضوی که از جمله افراد مورد انتقاد این حساب بود، در اینترسپت گزارش کرد که این پروژه از سوی مرکز ارتباطات جهانی وزارت امور خارجه آمریکا تأمین مالی می‌شود، و بودجه آن در اصل برای پشتیبانی از تلاش‌های دیپلماتیک همپیمانان آمریکا در جنگ با داعش و تروریسم جهانی اختصاص یافته بود که در دولت دونالد ترامپ به مقابله با سیاست‌ها و پروپاگاندای ایران منتقل شد. پیاده کننده این پروژه برای وزارت امور خارجه آمریکا، سازمان همکاری الکترونیک برای آموزش مدنی بود که ظرف یک دهه نزدیک به ۱۰ میلیون دلار برای اداره چندین پروژه در مورد ایران از جمله توانا: آموزشکده جامعه مدنی از حکومت آمریکا دریافت کرد. رهبر پروژه ایران دیس اینفو مریم معمارصادقی بود.
وزارت امور خارجه آمریکا اعلام کرد پس از دریافتن از این که توییت‌های این حساب دستورالعمل‌هایی را که برای آن وضع شده بود را نقض کرده، همکاری خود را با آن به تعلیق درآورده است.